# Тальнівський музей історії
Тальнівський музей історії — історичний музей у місті Тальному Черкаської області; міський і районний осередок культури й збереження історії.
Заклад підпорядкований Тальнівській міській раді Тальнівського району Черкаської області.
Розташований за адресою:
вул. Соборна, буд. 26, м. Тальне (Черкаська область) — 20 400.
Директор музею — Олександр Романович Климанський.

## З історії закладу
Унікальний музей історії хліборобства у Тальному було створено у 1985 році з ініціативи його майбутнього незмінного (1985-2012) директора — Вадима Мицика. За задумом ініціатора, який свого часу працював на розкопках залишків Трипільської культури, музейна експозиція мала відобразити тяглість історії українців, зокрема найдавніше мистецтво нашого народу — художнє хлібопечення. 
Відтак, у 1990-2000-х роках у музеї можна було побачити традиційні короваї, орнаментований посуд трипільців, зернотерки тих часів і навіть зерна пшениці, гороху та ячменю, знайдені під час археологічних розкопок. Ще відвідувачі музею мали змогу ознайомитися з макетом української хати та її головним атрибутом — піччю. 
Підпорядкований райраді музейний заклад, що містився у 3-х залах підвального приміщення визначної історико-культурної пам'ятки палацу Шувалова по вулиці Радянській (нмні Замковій), 48, у середині 2000-х недоотримував фінансування, відтак занепав. 
Починаючи від 2006 року Тальнівський районний музей історії хліборобства фактично не працював. У 2011 році депутати Тальнівської міської ради прийняли рішення про створення в місті власного історичного музею.
Працівники новоствореного музею за короткий час власними силами зібрали понад 2 тисячі експонатів; ще стільки ж передали із фондів колишнього районного музею історії хліборобства. Урочисте відкриття музею історії в Тальному в окремій будівлі по вулиці Соборній відбулося на Покрову 14 жовтня 2017 року.